# Acetazolamid
Acetazolamid (handelsnavn: Diamox) bruges til forebyggelse af højdesyge samt behandling af forhøjet tryk i øjnene som grøn stær (glaukom) og i meget sjældne tilfælde ved epileptiske anfald, der viser sig ved bevidsthedstab.